# Automolis upembae
Automolis upembae là một loài bướm đêm thuộc phân họ Arctiinae, họ Erebidae.